# 第39回衆議院議員総選挙
第39回衆議院議員総選挙（だい39かいしゅうぎいんぎいんそうせんきょ）は、1990年（平成2年）2月18日に日本で行われた国会（衆議院）議員を選出する総選挙である。

## 概要
平成時代初の衆議院総選挙となった。
野党は前年の第15回参議院議員通常選挙の再現のために再び消費税導入の是非を争点にし、選挙前から衆議院でも自民党を過半数未満にしようとして消費税を最大の焦点とし、マスメディアでも報道されていた。しかし、実施1年を経て消費税導入自体へ反対する投票者が激減したため、自民党は275議席という過半数どころか安定多数を大きく上回る議席を獲得した。逆に社会党を除く、公明党、共産党、民社党など、野党は大きく議席を減少させた。参議院選挙から7か月で再び与党自民党を信任した衆議院選挙の結果を受けて第2次海部内閣が発足した。
一方で、確実にバブルであったとして後に評されることになる、この頃の好景気を、与党は自民党政権の成果と主張、与党有利の情勢とみられ、自民党勝利は事前にかなり予想されていた。皮肉なことに、自民党勝利とともに、株式の世界でいう「好材料出尽くし」感が漂い、選挙前37,460円（2月16日）であった日経平均株価は週明けの19日には37,223円に下落、その後も下落を重ね、選挙前の水準に戻ることもなく、年末（12月28日）には23,849円となった。バブル崩壊の第一段階となった株式バブルの崩壊の引き金となる様相を呈した。
1967年（昭和42年）1月29日の第31回衆議院議員総選挙以来23年ぶりに、1～3月期に行われた衆議院議員総選挙となった。2024年（令和6年）現在、1～3月期に行われた衆議院議員総選挙はこの第39回が最後である。
2024年（令和6年）現在、中日本出身首相の下で行われた大型国政選挙はこの選挙と、石川県出身の森喜朗の首相在任中の第42回衆議院議員総選挙（2000年〈平成12年〉）の2回である。

## 選挙データ

### 内閣
- 選挙時：第1次海部内閣（第76代）
  - 内閣総理大臣：海部俊樹（第14代自由民主党総裁）
  - 与党：自由民主党
- 選挙後：第2次海部内閣（第77代）
  - 内閣総理大臣：海部俊樹（第14代自由民主党総裁）
  - 与党：自由民主党

### 解散日
- 1990年（平成2年）1月24日

### 解散名
- 消費税解散

### 公示日
- 1990年（平成2年）2月3日

### 投票日
- 1990年（平成2年）2月18日

### 改選数
- 512

### 選挙制度
- 中選挙区制
  - 2人区：04
  - 3人区：42
  - 4人区：39
  - 5人区：43
  - 6人区：01
- 小選挙区制
  - 1人区：01

#### 投票方法
秘密投票、単記投票、1票制

#### 選挙権
満20歳以上の日本国民

#### 被選挙権
満25歳以上の日本国民

#### 有権者数
90,322,908（男性：43,767,870　女性：46,555,038）

### 同日実施の選挙等
国民投票
- 最高裁判所裁判官国民審査

## 選挙活動

### 党派別立候補者数
| 党派                          | 党派                 | 計  | 内訳 | 内訳 | 内訳 | 男性 | 女性 | 公示前 |
| 党派                          | 党派                 | 計  | 前   | 元   | 新   | 男性 | 女性 | 公示前 |
| ----------------------------- | -------------------- | --- | ---- | ---- | ---- | ---- | ---- | ------ |
|                               | 自由民主党           | 338 | 270  | 8    | 47   | 270  | 0    | 295    |
|                               | 日本社会党           | 149 | 68   | 17   | 64   | 141  | 8    | 83     |
|                               | 公明党               | 58  | 42   | 0    | 16   | 57   | 1    | 54     |
|                               | 日本共産党           | 131 | 23   | 12   | 96   | 102  | 29   | 26     |
|                               | 民社党               | 44  | 20   | 7    | 17   | 43   | 1    | 25     |
|                               | 社会民主連合         | 6   | 4    | 0    | 2    | 4    | 0    | 4      |
|                               | 進歩党               | 7   | 1    | 0    | 6    | 7    | 0    | 1      |
|                               | 地球維新党           | 25  | 0    | 0    | 25   | 22   | 3    | 0      |
|                               | 真理党               | 25  | 0    | 0    | 25   | 17   | 8    | 0      |
|                               | 日本労働党           | 4   | 0    | 0    | 4    | 4    | 0    | 0      |
|                               | 社会主義労働者党     | 2   | 0    | 0    | 2    | 1    | 1    | 0      |
|                               | スポーツ平和党       | 1   | 0    | 0    | 1    | 1    | 0    | 0      |
|                               | 新民主党             | 1   | 0    | 0    | 1    | 1    | 0    | 0      |
|                               | 緑の党               | 1   | 0    | 0    | 1    | 0    | 1    | 0      |
|                               | 立憲協和党           | 1   | 0    | 0    | 1    | 1    | 0    | 0      |
|                               | 日本民主党           | 1   | 0    | 0    | 1    | 1    | 0    | 0      |
|                               | アジア建国党大阪本部 | 1   | 0    | 0    | 1    | 1    | 0    | 0      |
|                               | 日本国民権利擁護連盟 | 1   | 0    | 0    | 1    | 1    | 0    | 0      |
|                               | 日本世直し党         | 1   | 0    | 0    | 1    | 1    | 0    | 0      |
|                               | 無所属               | 156 | 4    | 4    | 148  | 144  | 12   | 7      |
|                               | 欠員                 | －  | －   | －   | －   | －   | －   | 17     |
| 総計                          | 総計                 | 953 | 432  | 48   | 473  | 887  | 66   | 512    |
| 出典：『朝日選挙大観』『IPU』 |                      |     |      |      |      |      |      |        |

主要政党のほか、真理党（麻原彰晃、上祐史浩など25名）、地球維新党（太田竜、東郷健など25名）、スポーツ平和党（細木久慶）、緑の党、日本労働党、社会主義労働者党などのミニ政党も候補者を擁立した。

## 選挙報道

### 選挙特別番組
- NHK開票速報
- 筑紫哲也のどーなるニッポン 世紀末決戦'90（JNN系）
- NNN'90総選挙（投票時間終了と同時に出口調査の結果を発表した最初の番組である）
- スーパータイム選挙スペシャル
- 総選挙ワイド・ドキュメント 崖っぷちの人間模様（FNN系）
- 選挙ステーション
- '90衆院選徹底討論 朝まで生選挙(ANN系)
- 1990あなたの一票（TXN系）

## 主な争点

### 政策
- 体制選択（自由民主主義政権か社会主義政権か）
- 消費税の是非

### 政局
- 政治腐敗の追及

## 選挙活動

### 党派の動き

#### キャッチコピー
- 自由民主党　：生涯はつらつ、生涯しあわせ。[4]・世界のあこがれ自由な日本[4]
- 日本社会党　：1990年、日本が動きます。[4]・与野党逆転 わたしたちの政治が始まります。[4]・やっぱり消費税は廃止だ[4]
- 公明党　　　：生活者が主役です。[4]
- 日本共産党　：90年代!政治の主人公はあなたです。[4]
- 民社党　　　：強い意志。[4]

## 選挙結果
1989年4月の消費税導入後最初の総選挙であり、当初自民党は前回の第38回総選挙での300議席の圧勝からの反動も重なって厳しい戦いになると予測されていた。実際、1989年7月の第15回参議院議員通常選挙では当選者数で社会党を下回り、参議院での過半数を大幅に割り込んで大敗北を喫している。しかし、1989年秋に一気に進んだ東ヨーロッパ諸国の民主化によりソビエト連邦を中心とした東側社会主義陣営の崩壊が進んだ事で、自民党はこの選挙の争点を「体制選択」と設定することに成功した。好調な経済（「バブル景気」）を享受する国民の反共・保守的意識に訴えかけ、さらに参院選での惨敗や海部の清新なイメージから、有権者に「もう十分だ」と思わせることにも成功。前年に47歳で幹事長に就任した小沢一郎は、総選挙に際して経団連の斎藤英四郎会長に300億円の献金を要請したとされ、後々まで続くその「剛腕」ぶりが喧伝されるようになっていった。結果的に現職閣僚で運輸大臣の江藤隆美、ベテラン議員の松野頼三、山中貞則、天野光晴、竹内黎一、藤本孝雄、佐藤文生、大村襄治、堀内光雄などといった重鎮や閣僚経験者、問題発言を起こした堀之内久男、松田九郎などが落選するものの、議席減を小幅に食い止め、追加公認を含めた議席数は286として、衆議院での単独過半数を維持した。
一方、社会党は前年の参議院選挙での圧勝を受け、衆議院での与野党逆転と政権獲得を目指した。しかし、長期低落傾向で党の基礎体力が落ちていたため、新たな候補者選定作業は難航し、特に中選挙区制での過半数議席獲得では絶対に必要な複数候補の立候補方針に対しては現職議員からの抵抗が強かった。また、立候補の勧誘でも、資金難のため落選した場合の生活保障ができず、断られることが多々あったという。土井は選挙協力した社公民と社民連を合わせて、定数512人に対し社会党で180人、公民社民連の3党で120人、計300人の擁立を見込んでいた。しかし、公民が苦戦を予想して候補者を減らしたことも相まって、公認候補は社会党149人、公民社民連3党で108人、計257人（系列の無所属は29人）と過半数ぎりぎりに留まった。公認だけで338人（保守系無所属は109人）擁立した自民党との体力差は歴然としていた。野党は全体的に、候補を立てる能力が衰退していたといえる。
それでも社会党の当選者は1967年の第31回総選挙での140議席以来の議員数となったが、その半分は公明党・民社党などの他野党から奪った議席だった（特に民社党は議席をほぼ半減させている）。公明党は元書記長の大久保直彦や政審会長の坂口力、民社党は国対委員長の吉田之久と幹部級が落選し、打撃となった。共産党も前職13人が落選し、公示前から10議席を失っている。社民連は前職4人全員が当選し公示前勢力を維持した。前回の衆院選後に新自由クラブが解党され、元代表の田川誠一は唯一自民党に戻らず進歩党を結党し、前年の参院選に続いて衆院選に臨んだが、前議員の田川のみが議席を獲得している。
なお、この総選挙で野党から初当選した中には、およそ20年後の民主党政権で入閣するなど中枢入りした者が多く含まれている。社会党からは輿石東（民主党幹事長）、赤松広隆（農林水産大臣）、大畠章宏（経済産業大臣・国土交通大臣）、仙谷由人（内閣官房長官）、細川律夫（厚生労働大臣）、松本龍（環境大臣）、岡崎トミ子（国家公安委員長）、民社党からは柳田稔（法務大臣）、高木義明（文部科学大臣）、小平忠正（国家公安委員長）。無所属で鉢呂吉雄（経済産業大臣、当選後社会党に入党）。また、岡田克也（民主党幹事長・外務大臣）は自民党から初当選している。
一方で、田中角栄、福田赳夫、鈴木善幸の首相経験者や坂田道太、福田一、田中龍夫、赤城宗徳、稲葉修、小坂善太郎、小坂徳三郎といった議長・閣僚経験者、石橋政嗣、竹入義勝、佐々木良作、村上弘といった野党の委員長経験者を含む多くのベテラン議員が立候補せず、当選したベテラン議員の中でも安倍晋太郎や斎藤邦吉、丹羽兵助、山村新治郎などが任期途中に死去し、金丸信が自身の不祥事の引責により議員辞職するなど、世代交代を進める形となった。

また、特筆すべき点としてオウム真理教が真理党を結成し、教祖（党首）の麻原彰晃（本名：松本智津夫）以下教団幹部を中心に首都圏の選挙区に25名を擁立したが、全員が落選し供託金を没収される惨敗に終わった。この事はオウム内部で暴力による権力奪取の必要性を認識させ、一連のオウム真理教事件を引き起こす凶暴化の伏線になったとされている。

### 党派別獲得議席
|                                                         |                          |                          |                          |                          |            |        |        |
| 政党                                                    | 政党                     | 政党                     | 議席                     | 増減                     | 得票数     | 得票率 | 公示前 |
| 与党                                                    | 与党                     | 与党                     | 275                      | 020                      | 30,315,417 | 46.14% | 295    |
|                                                         |                          | 自由民主党               | 275                      | 020                      | 30,315,417 | 46.14% | 295    |
| 野党・無所属                                            | 野党・無所属             | 野党・無所属             | 237                      | 037                      | 35,330,352 | 53.89% | 200    |
|                                                         |                          | 日本社会党               | 136                      | 053                      | 16,025,472 | 24.39% | 83     |
|                                                         | 公明党                   | 45                       | 009                      | 5,242,675                | 7.98%      | 54     |        |
|                                                         | 日本共産党               | 16                       | 010                      | 5,226,987                | 7.96%      | 26     |        |
|                                                         | 民社党                   | 14                       | 011                      | 3,178,949                | 4.84%      | 25     |        |
|                                                         | 社会民主連合             | 4                        | 増減なし                 | 566,957                  | 0.86%      | 4      |        |
|                                                         | 進歩党                   | 1                        | 増減なし                 | 281,793                  | 0.43%      | 1      |        |
|                                                         | 諸派                     | 0                        | 増減なし                 | 58,536                   | 0.09%      | 0      |        |
|                                                         | 無所属                   | 21                       | 014                      | 4,807,524                | 7.32%      | 7      |        |
|                                                         | 欠員                     | 欠員                     | 0                        | 017                      | －         | －     | 17     |
| 総計                                                    | 総計                     | 総計                     | 512                      | 増減なし                 | 65,704,311 | 100.0% | 512    |
| 有効票数（有効率）                                      | 有効票数（有効率）       | 有効票数（有効率）       | 有効票数（有効率）       | 有効票数（有効率）       | 65,704,311 | 99.23% |        |
| 無効票・白票数（無効率）                                | 無効票・白票数（無効率） | 無効票・白票数（無効率） | 無効票・白票数（無効率） | 無効票・白票数（無効率） | 511,595    | 0.77%  |        |
| 投票者数（投票率）                                      | 投票者数（投票率）       | 投票者数（投票率）       | 投票者数（投票率）       | 投票者数（投票率）       | 66,215,906 | 73.31% |        |
| 棄権者数（棄権率）                                      | 棄権者数（棄権率）       | 棄権者数（棄権率）       | 棄権者数（棄権率）       | 棄権者数（棄権率）       | 24,107,002 | 26.69% |        |
| 有権者数                                                | 有権者数                 | 有権者数                 | 有権者数                 | 有権者数                 | 90,322,908 | 100.0% |        |
| 出典：総務省統計局 戦後主要政党の変遷と国会内勢力の推移 |                          |                          |                          |                          |            |        |        |

投票率：73.31％（前回比： 1.91％）
【男性：71.93％（前回比： 1.72％）　女性：74.61％（前回比： 2.09％）】

### 党派別当選者内訳
| 党派                   | 党派         | 計  | 内訳 | 内訳 | 内訳 | 男性 | 女性 |
| 党派                   | 党派         | 計  | 前   | 元   | 新   | 男性 | 女性 |
| ---------------------- | ------------ | --- | ---- | ---- | ---- | ---- | ---- |
|                        | 自由民主党   | 275 | 228  | 4    | 43   | 275  | 0    |
|                        | 日本社会党   | 136 | 64   | 16   | 56   | 129  | 7    |
|                        | 公明党       | 45  | 34   | 0    | 11   | 44   | 1    |
|                        | 日本共産党   | 16  | 10   | 2    | 4    | 14   | 2    |
|                        | 民社党       | 14  | 8    | 3    | 3    | 14   | 0    |
|                        | 社会民主連合 | 4   | 4    | 0    | 0    | 4    | 0    |
|                        | 進歩党       | 1   | 1    | 0    | 0    | 1    | 0    |
|                        | 無所属       | 21  | 4    | 1    | 16   | 19   | 2    |
| 合計                   | 合計         | 512 | 353  | 26   | 133  | 500  | 12   |
| 出典：『朝日選挙大観』 |              |     |      |      |      |      |      |

## 政党
| 自由民主党：275議席 総裁：海部俊樹 幹事長 ：小沢一郎 総務会長 ：唐沢俊二郎 政務調査会長 ：三塚博 国会対策委員長：奥田敬和 参議院議員会長：原文兵衛                          | 0 派閥別所属議員数 経世会（竹下登派） ：69 宏池会（宮澤喜一派） ：62 清和会（安倍晋太郎派） ：61 政策科学研究所（旧中曽根康弘派）：48 新政策研究会（河本敏夫派） ：26 木曜クラブ（二階堂進Ｇ） ：04 無派閥 ：20 | |
| 日本社会党：136議席 委員長：土井たか子 副委員長 ：岡田利春 小野明 金子みつ 田邊誠 書記長 ：山口鶴男 政策審議会長 ：伊藤茂 国会対策委員長：大出俊 参議院議員会長：角屋堅次郎 | 公明党：45議席 委員長：石田幸四郎 副委員長 ：長田武士 伏木和雄 三木忠雄 書記長 ：市川雄一 政策審議会長 ：坂口力 国会対策委員長：坂井弘一 参議院議員団長：黒柳明 最高顧問 ：竹入義勝 矢野絢也                    | 日本共産党：16議席 議長 ：宮本顕治 委員長：村上弘 副議長 ：不破哲三 副委員長 ：小笠原貞子 戎谷春松 高原晋一 書記局長 ：金子満広 政策委員会責任者：吉岡吉典 国会対策委員長 ：寺前巌 参議院議員団長 ：橋本敦 |
| 民社党：14議席 委員長：永末英一 副委員長 ：河村勝 抜山映子 書記長 ：米沢隆 政策審議会長 ：中野寛成 国会対策委員長：吉田之久 参議院議員会長：三治重信 常任顧問 ：塚本三郎    | 社会民主連合：4議席 代表：江田五月 副代表 ：楢崎弥之助 書記長 ：阿部昭吾 国会対策委員長 ：阿部昭吾（兼） 政策委員会責任者：菅直人                                                                               | 進歩党：1議席 代表：田川誠一 |

## 議員

### 当選者
自由民主党   日本社会党   公明党   民社党   日本共産党   社会民主連合   進歩党   無所属 
| 北海道   | 1区  | 伊東秀子   | 小林恒人   | 松浦昭       | 町村信孝   | 児玉健次   | 2区  | 佐々木秀典 | 五十嵐広三 | 今津寛       | 上草義輝     |          |
| 北海道   | 1区  | 藤原房雄   |            |              |            |            | 3区  | 佐藤孝行   | 阿部文男   | 鉢呂吉雄     |              |          |
| 北海道   | 4区  | 池端清一   | 中沢健次   | 鳩山由紀夫   | 小平忠正   | 渡辺省一   | 5区  | 中川昭一   | 武部勤     | 北村直人     | 岡田利春     | 鈴木宗男 |
| 青森県   | 1区  | 関晴正     | 田名部匡省 | 津島雄二     | 大島理森   |            | 2区  | 木村守男   | 山内弘     | 田澤吉郎     |              |          |
| 岩手県   | 1区  | 鈴木俊一   | 山中邦紀   | 工藤巌       | 小野信一   |            | 2区  | 小沢一郎   | 志賀節     | 沢藤礼次郎   | 菅原喜重郎   |          |
| 宮城県   | 1区  | 戸田菊雄   | 岡崎トミ子 | 愛知和男     | 三塚博     | 伊藤宗一郎 | 2区  | 日野市朗   | 内海英男   | 大石正光     | 長谷川峻     |          |
| 秋田県   | 1区  | 佐藤敬治   | 佐藤敬夫   | 野呂田芳成   | 二田孝治   |            | 2区  | 村岡兼造   | 川俣健二郎 | 御法川英文   |              |          |
| 山形県   | 1区  | 遠藤登     | 鹿野道彦   | 遠藤武彦     | 近藤鉄雄   |            | 2区  | 加藤紘一   | 近岡理一郎 | 阿部昭吾     |              |          |
| 福島県   | 1区  | 増子輝彦   | 佐藤恒晴   | 佐藤徳雄     | 金子徳之介 |            | 2区  | 伊東正義   | 渡部恒三   | 穂積良行     | 志賀一夫     | 渡部行雄 |
| 福島県   | 3区  | 鈴木久     | 斎藤邦吉   | 坂本剛二     |            |            |      |            |            |              |              |          |
| 茨城県   | 1区  | 時崎雄司   | 葉梨信行   | 額賀福志郎   | 中山利生   |            | 2区  | 大畠章宏   | 梶山静六   | 塚原俊平     |              |          |
| 茨城県   | 3区  | 中村喜四郎 | 丹羽雄哉   | 赤城徳彦     | 竹内猛     | 二見伸明   |      |            |            |              |              |          |
| 栃木県   | 1区  | 小林守     | 渡辺美智雄 | 船田元       | 簗瀬進     | 安田範     | 2区  | 武藤山治   | 藤尾正行   | 神田厚       | 稲村利幸     | 植竹繁雄 |
| 群馬県   | 1区  | 田邊誠     | 尾身幸次   | 佐田玄一郎   |            |            | 2区  | 須永徹     | 中島源太郎 | 笹川尭       |              |          |
| 群馬県   | 3区  | 福田康夫   | 山口鶴男   | 中曽根康弘   | 小渕恵三   |            |      |            |            |              |              |          |
| 埼玉県   | 1区  | 和田静夫   | 松永光     | 浜田卓二郎   |            |            | 2区  | 小松定男   | 山口敏夫   | 小宮山重四郎 | 宮地正介     |          |
| 埼玉県   | 3区  | 加藤卓二   | 田並胤明   | 増田敏男     |            |            | 4区  | 細川律夫   | 青木正久   | 山田英介     | 三ッ林弥太郎 |          |
| 埼玉県   | 5区  | 沢田広     | 福永信彦   | 和田一仁     |            |            |      |            |            |              |              |          |
| 千葉県   | 1区  | 上野建一   | 臼井日出男 | 江口一雄     | 鳥居一雄   | 岡島正之   | 2区  | 水野清     | 山村新治郎 | 小川国彦     | 林大幹       |          |
| 千葉県   | 3区  | 大木正吾   | 森英介     | 浜田幸一     | 石橋一弥   | 中村正三郎 | 4区  | 井奥貞雄   | 狩野勝     | 小岩井清     | 新村勝雄     |          |
| 神奈川県 | 1区  | 伊藤茂     | 鈴木恒夫   | 小此木彦三郎 | 伏木和雄   |            | 2区  | 小泉純一郎 | 田川誠一   | 岩垂寿喜男   | 市川雄一     | 原田義昭 |
| 神奈川県 | 3区  | 加藤万吉   | 河上覃雄   | 甘利明       | 藤井裕久   |            | 4区  | 大出俊     | 佐藤謙一郎 | 池田元久     | 草野威       |          |
| 神奈川県 | 5区  | 富塚三夫   | 河野洋平   | 亀井善之     |            |            |      |            |            |              |              |          |
| 山梨県   | 全県 | 金丸信     | 上田利正   | 輿石東       | 中尾栄一   | 田辺国男   |      |            |            |              |              |          |
| 東京都   | 1区  | 鈴木喜久子 | 与謝野馨   | 大塚雄司     |            |            | 2区  | 石原慎太郎 | 上田哲     | 新井将敬     | 大内啓伍     | 遠藤乙彦 |
| 東京都   | 3区  | 斉藤一雄   | 越智通雄   | 小杉隆       | 井上義久   |            | 4区  | 粕谷茂     | 石原伸晃   | 高橋一郎     | 外口玉子     | 沖田正人 |
| 東京都   | 5区  | 高沢寅男   | 小林興起   | 長田武士     |            |            | 6区  | 柿澤弘治   | 不破哲三   | 吉田和子     | 東祥三       |          |
| 東京都   | 7区  | 小沢潔     | 常松裕志   | 菅直人       | 大野由利子 |            | 8区  | 鳩山邦夫   | 深谷隆司   | 金子満広     |              |          |
| 東京都   | 9区  | 浜野剛     | 渋谷修     | 中村巌       |            |            | 10区 | 渋沢利久   | 島村宜伸   | 山口那津男   | 鯨岡兵輔     | 佐藤祐弘 |
| 東京都   | 11区 | 山花貞夫   | 伊藤公介   | 石川要三     | 斉藤節     | 長谷百合子 |      |            |            |              |              |          |
| 新潟県   | 1区  | 関山信之   | 近藤元次   | 小沢辰男     |            |            | 2区  | 吉田正雄   | 岩村卯一郎 | 佐藤隆       |              |          |
| 新潟県   | 3区  | 目黒吉之助 | 渡辺秀央   | 星野行男     | 桜井新     | 村山達雄   | 4区  | 筒井信隆   | 高鳥修     |              |              |          |
| 富山県   | 1区  | 安田修三   | 住博司     | 長勢甚遠     |            |            | 2区  | 綿貫民輔   | 萩山教嚴   | 木間章       |              |          |
| 石川県   | 1区  | 奥田敬和   | 森喜朗     | 嶋崎譲       |            |            | 2区  | 瓦力       | 坂本三十次 |              |              |          |
| 福井県   | 全県 | 牧野隆守   | 辻一彦     | 平泉渉       | 山本拓     |            |      |            |            |              |              |          |
| 長野県   | 1区  | 田中秀征   | 清水勇     | 小坂憲次     |            |            | 2区  | 堀込征雄   | 羽田孜     | 井出正一     |              |          |
| 長野県   | 3区  | 串原義直   | 宮下創平   | 中島衛       | 木島日出夫 |            | 4区  | 北沢清功   | 唐沢俊二郎 | 村井仁       |              |          |
| 岐阜県   | 1区  | 渡辺嘉蔵   | 武藤嘉文   | 大野明       | 松田岩夫   | 伏屋修治   | 2区  | 金子一義   | 渡辺栄一   | 古屋圭司     | 山下八洲夫   |          |
| 静岡県   | 1区  | 原田昇左右 | 松前仰     | 戸塚進也     | 大石千八   | 藪仲義彦   | 2区  | 前島秀行   | 斉藤斗志二 | 栗原祐幸     | 木部佳昭     | 杉山憲夫 |
| 静岡県   | 3区  | 元信尭     | 熊谷弘     | 柳澤伯夫     | 塩谷立     |            |      |            |            |              |              |          |
| 愛知県   | 1区  | 佐藤泰介   | 今枝敬雄   | 田辺広雄     | 平田米男   |            | 2区  | 網岡雄     | 丹羽兵助   | 草川昭三     | 久野統一郎   |          |
| 愛知県   | 3区  | 海部俊樹   | 佐藤観樹   | 江崎真澄     |            |            | 4区  | 川島實     | 伊藤英成   | 杉浦正健     | 浦野烋興     |          |
| 愛知県   | 5区  | 早川勝     | 浅野勝人   | 村田敬次郎   |            |            | 6区  | 赤松広隆   | 片岡武司   | 石田幸四郎   | 塚本三郎     |          |
| 三重県   | 1区  | 伊藤忠治   | 北川正恭   | 川崎二郎     | 岡田克也   | 中井洽     | 2区  | 田村元     | 藤波孝生   | 野呂昭彦     | 石井智       |          |
| 滋賀県   | 全県 | 宇野宗佑   | 山元勉     | 武村正義     | 川端達夫   | 山下元利   |      |            |            |              |              |          |
| 京都府   | 1区  | 奥田幹生   | 永末英一   | 竹村幸雄     | 伊吹文明   | 竹内勝彦   | 2区  | 山中末治   | 野中広務   | 谷垣禎一     | 寺前巌       | 西中清   |
| 大阪府   | 1区  | 小谷輝二   | 柳本卓治   | 正森成二     |            |            | 2区  | 左近正男   | 中山正暉   | 浅井美幸     | 東中光雄     | 前田正   |
| 大阪府   | 3区  | 井上一成   | 原田憲     | 近江巳記夫   | 菅野悦子   | 中野寛成   | 4区  | 塩川正十郎 | 上田卓三   | 吉井英勝     | 矢野絢也     |          |
| 大阪府   | 5区  | 中山太郎   | 和田貞夫   | 北側一雄     | 藤田スミ   |            | 6区  | 左藤恵     | 矢追秀彦   | 中馬弘毅     |              |          |
| 大阪府   | 7区  | 中村正男   | 北川石松   | 春田重昭     |            |            |      |            |            |              |              |          |
| 兵庫県   | 1区  | 土肥隆一   | 石井一     | 砂田重民     | 渡部一郎   | 岡崎宏美   | 2区  | 土井たか子 | 鴻池祥肇   | 冬柴鐵三     | 堀昌雄       | 原健三郎 |
| 兵庫県   | 3区  | 永井孝信   | 井上喜一   | 渡海紀三朗   |            |            | 4区  | 後藤茂     | 松本十郎   | 河本敏夫     | 戸井田三郎   |          |
| 兵庫県   | 5区  | 吉岡賢治   | 谷洋一     |              |            |            |      |            |            |              |              |          |
| 奈良県   | 全県 | 松原脩雄   | 前田武志   | 奥野誠亮     | 森本晃司   | 辻第一     |      |            |            |              |              |          |
| 和歌山県 | 1区  | 中西啓介   | 坂井弘一   | 貴志八郎     |            |            | 2区  | 野田実     | 東力       | 二階俊博     |              |          |
| 鳥取県   | 全県 | 石破茂     | 野坂浩賢   | 武部文       | 相沢英之   |            |      |            |            |              |              |          |
| 島根県   | 全県 | 竹下登     | 櫻内義雄   | 細田博之     | 亀井久興   | 石橋大吉   |      |            |            |              |              |          |
| 岡山県   | 1区  | 江田五月   | 谷村啓介   | 逢沢一郎     | 平沼赳夫   | 日笠勝之   | 2区  | 橋本龍太郎 | 水田稔     | 加藤六月     | 村田吉隆     | 貝沼次郎 |
| 広島県   | 1区  | 秋葉忠利   | 岸田文武   | 粟屋敏信     |            |            | 2区  | 森井忠良   | 谷川和穂   | 増岡博之     | 池田行彦     |          |
| 広島県   | 3区  | 亀井静香   | 宮澤喜一   | 小森龍邦     | 柳田稔     | 佐藤守良   |      |            |            |              |              |          |
| 山口県   | 1区  | 安倍晋太郎 | 小川信     | 林義郎       | 河村建夫   |            | 2区  | 小沢克介   | 高村正彦   | 吹田愰       | 佐藤信二     | 吉井光照 |
| 徳島県   | 全県 | 後藤田正晴 | 仙谷由人   | 山口俊一     | 遠藤和良   | 井上普方   |      |            |            |              |              |          |
| 香川県   | 1区  | 真鍋光広   | 三野優美   | 木村義雄     |            |            | 2区  | 森田一     | 加藤繁秋   | 大野功統     |              |          |
| 愛媛県   | 1区  | 塩崎潤     | 関谷勝嗣   | 宇都宮真由美 |            |            | 2区  | 藤田高敏   | 越智伊平   | 村上誠一郎   |              |          |
| 愛媛県   | 3区  | 西田司     | 田中恒利   | 今井勇       |            |            |      |            |            |              |              |          |
| 高知県   | 全県 | 五島正規   | 中谷元     | 山本有二     | 石田祝稔   | 山原健二郎 |      |            |            |              |              |          |
| 福岡県   | 1区  | 楢崎弥之助 | 松本龍     | 山崎拓       | 太田誠一   | 神崎武法   | 2区  | 岩田順介   | 麻生太郎   | 三原朝彦     | 小沢和秋     | 東順治   |
| 福岡県   | 3区  | 細谷治通   | 古賀誠     | 古賀正浩     | 権藤恒夫   | 古賀一成   | 4区  | 中西績介   | 自見庄三郎 | 三浦久       | 鍛冶清       |          |
| 佐賀県   | 全県 | 緒方克陽   | 山下徳夫   | 保利耕輔     | 坂井隆憲   | 愛野興一郎 |      |            |            |              |              |          |
| 長崎県   | 1区  | 田口健二   | 西岡武夫   | 髙木義明     | 久間章生   | 倉成正     | 2区  | 速見魁     | 金子原二郎 | 光武顕       | 虎島和夫     |          |
| 熊本県   | 1区  | 田中昭一   | 倉田栄喜   | 野田毅       | 魚住汎英   | 松岡利勝   | 2区  | 馬場昇     | 東家嘉幸   | 福島譲二     | 園田博之     | 渡瀬憲明 |
| 大分県   | 1区  | 村山富市   | 衛藤晟一   | 衛藤征士郎   | 畑英次郎   |            | 2区  | 阿部未喜男 | 田原隆     | 岩屋毅       |              |          |
| 宮崎県   | 1区  | 大原一三   | 松浦利尚   | 米沢隆       |            |            | 2区  | 北川昌典   | 中山成彬   | 持永和見     |              |          |
| 鹿児島県 | 1区  | 新盛辰雄   | 川崎寛治   | 宮路和明     | 宮崎茂一   |            | 2区  | 村山喜一   | 小里貞利   | 平田辰一郎   |              |          |
| 鹿児島県 | 3区  | 二階堂進   | 有川清次   |              |            |            | 奄美 | 徳田虎雄   |            |              |              |          |
| 沖縄県   | 全県 | 古堅実吉   | 仲村正治   | 宮里松正     | 上原康助   | 玉城栄一   |      |            |            |              |              |          |

#### 補欠当選等
| 年                   | 月日 | 選挙区     | 新旧別     | 当選者     | 所属党派   | 欠員         | 所属党派   | 欠員事由       |
| -------------------- | ---- | ---------- | ---------- | ---------- | ---------- | ------------ | ---------- | -------------- |
| 1990                 | －   | 兵庫1区    | （未実施） | （未実施） | （未実施） | 砂田重民     | 自由民主党 | 1990.9.24死去  |
| 1990                 | －   | 愛知2区    | （未実施） | （未実施） | （未実施） | 丹羽兵助     | 自由民主党 | 1990.11.2死去  |
| 1991                 | －   | 熊本2区    | （未実施） | （未実施） | （未実施） | 福島譲二     | 自由民主党 | 1991.1.7退職   |
| 1991                 | －   | 栃木2区    | （未実施） | （未実施） | （未実施） | 稲村利幸     | 自由民主党 | 1991.1.18辞職  |
| 1991                 | －   | 岩手1区    | （未実施） | （未実施） | （未実施） | 工藤巌       | 自由民主党 | 1991.3.7辞職   |
| 1991                 | －   | 長崎2区    | （未実施） | （未実施） | （未実施） | 速見魁       | 日本社会党 | 1991.3.24死去  |
| 1991                 | －   | 新潟2区    | （未実施） | （未実施） | （未実施） | 佐藤隆       | 自由民主党 | 1991.4.17死去  |
| 1991                 | －   | 山口1区    | （未実施） | （未実施） | （未実施） | 安倍晋太郎   | 自由民主党 | 1991.5.15死去  |
| 1991                 | －   | 神奈川1区  | （未実施） | （未実施） | （未実施） | 小此木彦三郎 | 自由民主党 | 1991.11.4死去  |
| 1992                 | 3.29 | 群馬2区    | 元         | 谷津義男   | 自由民主党 | 須永徹       | 日本社会党 | 1991.11.23死去 |
| 1992                 | 3.29 | 群馬2区    | 新         | 中島洋次郎 | 自由民主党 | 中島源太郎   | 自由民主党 | 1992.2.7死去   |
| 1992                 | －   | 千葉1区    | （未実施） | （未実施） | （未実施） | 上野建一     | 日本社会党 | 1992.3.13辞職  |
| 1992                 | －   | 千葉2区    | （未実施） | （未実施） | （未実施） | 山村新治郎   | 自由民主党 | 1992.4.12死去  |
| 1992                 | －   | 福島3区    | （未実施） | （未実施） | （未実施） | 斎藤邦吉     | 自由民主党 | 1992.6.18死去  |
| 1992                 | －   | 広島1区    | （未実施） | （未実施） | （未実施） | 岸田文武     | 自由民主党 | 1992.8.4死去   |
| 1992                 | －   | 宮城2区    | （未実施） | （未実施） | （未実施） | 長谷川峻     | 自由民主党 | 1992.10.19死去 |
| 1992                 | －   | 山梨全県区 | （未実施） | （未実施） | （未実施） | 金丸信       | 自由民主党 | 1992.10.21辞職 |
| 出典：戦後の補欠選挙 |      |            |            |            |            |              |            |                |

### 初当選
計133名
※：参議院議員経験者
自由民主党
43名
- 赤城徳彦
- 浅野勝人
- 井奥貞雄
- 今津寛
- 衛藤晟一
- 岡田克也
- 金子徳之介
- 狩野勝
- 河村建夫
- 久野統一郎

- 古賀一成
- 小坂憲次
- 小林興起
- 坂本剛二
- 佐田玄一郎
- 佐藤謙一郎※
- 塩谷立
- 鈴木俊一
- 住博司
- 田辺広雄

- 長勢甚遠
- 中谷元
- 野田実
- 萩山教嚴
- 原田義昭
- 平田辰一郎
- 福田康夫
- 福永信彦
- 藤井裕久※
- 古屋圭司

- 星野行男
- 細田博之
- 前田正
- 松浦昭
- 真鍋光広
- 宮路和明
- 森英介
- 柳本卓治
- 簗瀬進
- 山口俊一

- 山本拓
- 山本有二
- 渡瀬憲明

日本社会党
56名
- 赤松広隆
- 秋葉忠利
- 有川清次
- 池田元久
- 石井智
- 伊東秀子
- 岩田順介
- 宇都宮真由美
- 遠藤登
- 大木正吾※

- 大畠章宏
- 岡崎トミ子
- 小川信
- 沖田正人
- 加藤繁秋
- 川島實
- 貴志八郎
- 北川昌典
- 北沢清功
- 小岩井清

- 輿石東
- 五島正規
- 小林守
- 小松定男
- 小森龍邦
- 斉藤一雄
- 佐々木秀典
- 佐藤泰介
- 佐藤恒晴
- 志賀一夫

- 渋谷修
- 鈴木喜久子
- 鈴木久
- 須永徹
- 仙谷由人
- 田中昭一
- 谷村啓介
- 筒井信隆
- 常松裕志
- 土肥隆一

- 時崎雄司
- 長谷百合子
- 速見魁
- 細川律夫
- 細谷治通
- 堀込征雄
- 松原脩雄
- 松本龍
- 目黒吉之助
- 安田範

- 山内弘
- 山中邦紀
- 山元勉
- 吉田和子
- 吉田正雄※
- 和田静夫※

公明党
11名
- 東祥三
- 石田祝稔
- 井上義久
- 遠藤乙彦
- 大野由利子

- 河上覃雄
- 北側一雄
- 倉田栄喜
- 東順治
- 平田米男

- 山口那津男

日本共産党
4名
- 木島日出夫
- 菅野悦子
- 古堅実吉
- 吉井英勝※

民社党
3名
- 小平忠正
- 髙木義明
- 柳田稔

無所属
16名
- 石原伸晃
- 岩村卯一郎
- 岩屋毅
- 岡崎宏美
- 亀井久興※

- 坂井隆憲
- 徳田虎雄
- 外口玉子
- 鉢呂吉雄
- 増子輝彦

- 増田敏男
- 松岡利勝
- 光武顕
- 御法川英文
- 村田吉隆

- 吉岡賢治

### 返り咲き・復帰
計26名
自由民主党
4名
- 伊藤公介
- 植竹繁雄
- 田中秀征
- 仲村正治

日本社会党
16名
- 網岡雄
- 上田卓三
- 上野建一
- 後藤茂
- 関晴正

- 武部文
- 竹村幸雄
- 富塚三夫
- 日野市朗
- 藤田高敏

- 松浦利尚
- 元信尭
- 森井忠良
- 山中末治
- 和田貞夫

- 渡辺嘉蔵

日本共産党
2名
- 小沢和秋
- 三浦久

民社党
3名
- 大内啓伍
- 菅原喜重郎
- 中井洽

無所属
1名
- 中馬弘毅

### 引退
計63名
自由民主党
- 赤城宗徳
- 稲葉修
- 上村千一郎
- 片岡清一
- 久野忠治

- 小坂善太郎
- 小坂徳三郎
- 坂田道太
- 佐藤一郎
- 鈴木善幸

- 染谷誠
- 田中龍夫
- 田村良平
- 玉生孝久
- 友納武人

- 福田赳夫
- 福田一
- 古屋亨
- 細田吉蔵
- 松野幸泰

- 箕輪登
- 森清
- 森下元晴
- 山本幸雄
- 渡辺紘三

日本社会党
15名
- 石橋政嗣
- 稲葉誠一
- 井上泉
- 大原亨
- 角屋堅次郎

- 金子みつ
- 河上民雄
- 河野正
- 上坂昇
- 多賀谷真稔

- 中村茂
- 野口幸一
- 広瀬秀吉
- 細谷治嘉
- 安井吉典

公明党
12名
- 新井彬之
- 有島重武
- 大野潔
- 小川新一郎
- 柴田弘

- 鈴切康雄
- 竹入義勝
- 武田一夫
- 沼川洋一
- 橋本文彦

- 平石磨作太郎
- 正木良明

日本共産党
3名
- 経塚幸夫
- 瀬長亀次郎
- 村上弘

民社党
5名
- 岡田正勝
- 河村勝
- 小渕正義
- 佐々木良作
- 中村正雄

無所属
3名
- 大橋敏雄
- 田中角栄
- 田中美智子

### 落選
計78名
自由民主党
42名
- 天野公義
- 天野光晴
- 有馬元治
- 石渡照久
- 糸山英太郎
- 稲垣実男
- 江藤隆美
- 榎本和平
- 大坪健一郎
- 大村襄治

- 尾形智矩
- 小川元
- 菊池福治郎
- 北口博
- 熊川次男
- 笹山登生
- 佐藤静雄
- 佐藤文生
- 椎名素夫
- 白川勝彦

- 高橋辰夫
- 竹内黎一
- 竹中修一
- 田中直紀
- 玉澤徳一郎
- 月原茂皓
- 戸沢政方
- 中川秀直
- 長野祐也
- 中村靖

- 野中英二
- 平林鴻三
- 藤本孝雄
- 堀内光雄
- 堀之内久男
- 松田九郎
- 松野頼三
- 粟山明
- 保岡興治
- 谷津義男

- 山中貞則
- 若林正俊

日本社会党
3名
- 奥野一雄
- 坂上富男
- 吉原米治

公明党
8名
- 井上和久
- 大久保直彦
- 木内良明
- 坂口力
- 古川雅司

- 水谷弘
- 森田景一
- 吉浦忠治

日本共産党
13名
- 安藤巌
- 石井郁子
- 岩佐恵美
- 浦井洋
- 岡崎万寿秀

- 工藤晃
- 柴田睦夫
- 中路雅弘
- 中島武敏
- 野間友一

- 藤原ひろ子
- 松本善明
- 矢島恒夫

民社党
11名
- 青山丘
- 安倍基雄
- 小沢貞孝
- 木下敬之助
- 滝沢幸助

- 田中慶秋
- 玉置一弥
- 塚田延充
- 西村章三
- 林保夫

- 吉田之久

無所属
1名
- 大矢卓史

### 記録的当選・落選者
|                | 氏名     | 政党 | 選挙区    | 記録         |
| -------------- | -------- | ---- | --------- | ------------ |
| 最年少当選者   | 赤城徳彦 | 自民 | 茨城3区   | 30歳10ヶ月   |
| 最高齢当選者   | 原健三郎 | 自民 | 兵庫2区   | 83歳0ヶ月    |
| 最多得票当選者 | 伊東秀子 | 社会 | 北海道1区 | 261,170票    |
| 最少得票当選者 | 金子満広 | 共産 | 東京8区   | 44,154票     |
| 最多得票落選者 | 塩出啓典 | 公明 | 広島1区   | 121,901票    |
| 最多当選       | 原健三郎 | 自民 | 兵庫2区   | 18回（連続） |

## 選挙後

### 国会
第118回国会（特別会）
会期：1990年2月27日 - 6月26日
- 衆議院議長選挙（1990年2月27日　投票者数：508 過半数：255）

櫻内義雄　（自民党）　：507票
無効　　　　　　　　　：001票
- 衆議院副議長選挙（1990年2月27日　投票者数：508 過半数：255）

村山喜一　（社会党）　：508票
- 内閣総理大臣指名選挙（1990年2月27日）

衆議院議決（投票者数：508　過半数：255）
海部俊樹　（自民党）　：286票
土井たか子（社会党）　：146票
石田幸四郎（公明党）　：046票
不破哲三　（共産党）　：016票
永末英一　（民社党）　：014票
第122回国会（臨時会）
会期：1991年11月5日 - 12月21日
- 内閣総理大臣指名選挙（1991年11月5日）

衆議院議決（投票者数：492　過半数：247）
宮澤喜一　（自民党）：276票
田邊誠　　（社会党）：140票
石田幸四郎（公明党）　：046票
不破哲三　（共産党）：015票
大内啓伍　（民社党）：013票
無効　　　　　　　　　：002票

### 政党
公明党と民社党は、社会党が社公民路線と呼ばれる野党連立政権の相手と想定していたが、この選挙で社会党が一人勝ちしたことに反発し、社会党との連立政権協議を打ち切った。そして、自公民路線と呼ばれる保守・中道連携路線が定着していった。また、共産党は消費税への反対票が社会党に集中し、自民党による体制選択の争点化でダメージを受けたため、議席数がほぼ半減した。
なお、この総選挙では宗教団体のオウム真理教（現：Aleph）が「真理党」を結成し、教祖の麻原彰晃（本名：松本智津夫）や信徒の上祐史浩など25人を立候補させたが、供託金没収の惨敗となった。特に麻原が出馬した東京都第4区では、開票に不正がないか確かめるため、信者3人にわざと本名の松本智津夫で投票させた上で、開票時の立会時に票を確認させた。実際には発見するのは至難の業であるが、麻原は松本票を確認できなかったことを「選挙不正」であると喧伝した（野田成人著『革命か戦争か』）。これを機に教団が武力による権力掌握に方向転換、後の松本サリン事件や地下鉄サリン事件といった一連のオウム真理教事件へとつながったと言われている。